# Argiope bullocki
Argiope bullocki là một loài nhện trong họ Araneidae.
Loài này thuộc chi Argiope. Argiope bullocki được William Joseph Rainbow miêu tả năm 1908.